# Typhloseiulus subsimplex
Typhloseiulus subsimplex är en spindeldjursart som först beskrevs av Arutunjan 1972.  Typhloseiulus subsimplex ingår i släktet Typhloseiulus och familjen Phytoseiidae. Inga underarter finns listade i Catalogue of Life.